# Pareumenes quadrispinosus
Pareumenes quadrispinosus – gatunek błonkoskrzydłych z rodziny osowatych i podrodziny Eumeninae.
Gatunek ten opisany został w 1855 roku przez Henriego de Saussure jako Eumenes quadrispinosus.
Samice tej osy osiągają od 21 do 23 mm długości ciała, które ubarwione jest czarno z żółtymi: szeroko gruszkowatym nadusktkiem, obszarem między czułkami, podłużnymi znakami na skroniach, spodem trzonków czułków, znaczną częścią przedplecza, dwiema liniami na mesoscutum i dwoma znakami na scutellum, przepaską na postscutellum, większością teguli, parategulami, kropkami na mesopleuronie, pozatułowiu i styliku oraz wzorem na odwłoku. Szeroka, podłużna bruzda środkowa na pozatułowiu opatrzona jest dwoma ząbkami u wierzchołka.
Owad znany ze stanów Arunachal Pradesh, Asam, Karnataka, Sikkim, Tamilnadu, Uttarakhand i Bengal Zachodni w Indiach oraz z Bhutanu, Mjanmy, Chin, Hongkongu, Wietnamu, Indonezji i Malezji.